# Maroantsetra
Maroantsetra è un comune urbano (firaisana) del Madagascar che si affaccia sulla baia di Antongil (provincia di Toamasina).
Maroantsetra è il principale punto di accesso al parco nazionale di Masoala e alla riserva speciale di Nosy Mangabe, nonché sede del quartier generale del parco.

## Infrastrutture e trasporti
È sede di un porto marittimo e di un aeroporto civile (codice aeroportuale IATA: WMN).

È collegata con voli giornalieri alle città di  Toamasina e Antananarivo. È inoltre raggiungibile via mare, mentre l'unico collegamento via terra è rappresentato dalla strada nazionale 5 (RN5), che si dirige verso sud in direzione di Mananara Nord e Toamasina, che per gran parte della sua lunghezza è poco più di una pista attraverso la foresta, impraticabile per molti giorni all'anno.